# Marie d'Artois
Marie d'Artois (1291-1365) est la fille de Philippe d'Artois (1269-1298) et de Blanche de Bretagne. Elle épouse en 1309 le comte Jean Ier de Namur. 

## Biographie
Elle épousa le margrave Jean Ier de Namur en 1310, qui donna à sa future épouse le château de Wijnendale comme dot, ainsi que des terres à Wijnendale, Torhout, Langemark, Roeselare et quelques autres places en Flandre. Cela équivalait à un rendement annuel de 8 000 livres d'intérêts.
Lorsque Jean est parti pour l'Italie en 1311 avec l'empereur Henri VII, cousin de Jean par sa mère, une révolte éclata à Namur en 1313, que certains historiens ont attribuée à sa politique fiscale sévère dans le comté. Elle et ses trois enfants sont enfermés au château de Namur et craignent pour leur vie. Après quelques recherches d'aide militaire, Jean réussit enfin à persuader Arnoul V de Looz, un cousin de Jean du côté de son père, de réprimer la révolte.[6]
Jean mourut le 31 janvier 1330, laissant Marie veuve avec ses enfants. Philippe, roi de France, aurait déclaré, dans une charte datée du 17 février 1330 que Marie avait volontairement renoncé à tous ses droits de son héritage en faveur de son fils Jean, le nouveau margrave de Namur, mais aussi la tutelle de ses enfants encore mineurs, bien que ce dernier avait dit que sa mère pouvait profiter du domaine de sa veuve aussi longtemps qu'elle le voulait. Cependant, lorsque sa mère, apparemment à la demande du roi Philippe, intervint dans les affaires de l'Écluse (14 novembre 1330), les relations entre la mère et le fils se dégradèrent de plus en plus.
Après que ses fils Jean (1330-1335), Gui (1335-1336) et Philippe (1336-1337) se furent successivement succédé et moururent, en 1337 le Margraviat passa à son fils Guillaume, âgé de quinze ans. Marie prit donc la régence. En 1336, en sa qualité de Dame de Sluis, elle fit endiguer le Zeven Triniteitspolder à Flessingue. Le 19 septembre de la même année, elle demanda également à l'évêque d'Utrecht, Jean de Diest, la permission de fonder une église sur l'île de Lescoer de la Nuese près d'Axel, qui n'avait été que récemment endiguée par elle, ce qui ne fut autorisé que le 8 novembre 1339. Le 23 décembre 1339, Maria accorda à la ville de Terneuse, la confirmation des privilèges qu'elle avait possédés sous Robert de Béthune. Une charte datée du 10 mars 1340 montre que Marie avait les droits de patronage, Jus patronatus, de l'église de la Trinité à Terneuse.[11]
En 1342, Maria achète le château de Poilvache et le manoir qui l'accompagne à Jean l'Aveugle, comte de Luxembourg et le donne à son deuxième plus jeune fils Guillaume en 1353. Le 2 octobre 1344, elle achète également les villages de Lomprez, Villance, Vireux, Graide, Maissin, Havenne, Focant, Martouzin-Neuville, Nassogne, Seny et Terwagne pour 25 000 royaux.

## Descendance
Elle est la mère de :
- Jean II de Namur (1311 † 1335),
- Gui II de Namur (1312 † 1336),
- Henri (1313-1333), chanoine,
- Blanche de Namur (1316 † 1363), mariée au roi Magnus IV Eriksson, roi de Suède et de Norvège,
- Philippe III de Namur (1319 † 1337),
- Marie de Namur (1322 † 1357), mariée en 1336 avec Henri II de Vianden, et en 1342 avec Thibaut de Bar ( † 1354), seigneur de Pierrepont,
- Guillaume Ier de Namur (1324 † 1391)
- Marguerite (1323 † 1383), nonne à l'Abbaye de Beaulieu de Petegem ; elle est l'ancêtre de la majorité des Canadiens français par sa descendante Anne Couvent,
- Louis (1325 † entre 1378 et 1386), seigneur de Petegem et de Bailleul, marié en 1365 à Isabelle de Roucy,
- Élisabeth (1329 † 1382), mariée vers 1342 à Robert Ier († 1390), électeur palatin du Rhin.

## Sources
- (nl) Cet article est partiellement ou en totalité issu de l’article de Wikipédia en néerlandais intitulé « Maria van Artesië » (voir la liste des auteurs).
- Ch. Piot, « Jean Ier », Académie royale de Belgique, Biographie nationale, vol. 10, Bruxelles, 1889 [détail des éditions], p. 304-307